# Causses-et-Veyran
Causses-et-Veyran este o comună în departamentul Hérault din sudul Franței. În 2009 avea o populație de 616 de locuitori.

## Evoluția populației
| An        | 1975 | 1982 | 1990 | 1999 | 2006 | 2009 |
| --------- | ---- | ---- | ---- | ---- | ---- | ---- |
| Populație | 503  | 503  | 504  | 546  | 593  | 616  |